# Табуасу (район)
Табуасу (порт. Tabuaço) — район (фрегезия) в Португалии, входит в округ Визеу. Является составной частью муниципалитета Табуасу. По старому административному делению входил в провинцию Траз-уж-Монтиш и Алту-Дору. Входит в экономико-статистический субрегион Доуру, который входит в Северный регион. Население составляет 1780 человек на 2001 год. Занимает площадь 11,16 км².